# Fluxmètre
Le fluxmètre (qualifié aussi de capteur inductif ou de search coil) est un capteur qui mesure le flux du champ magnétique d'induction. On peut le voir comme un galvanomètre sans couple de rappel utilisé pour la mesure d'un champ magnétique. L'antenne cadre est un type particulier de fluxmètre qui est notamment utilisé comme antenne de réception ou d'émission dans la gamme de fréquence de quelques dizaines de kHz à plusieurs GHz. Le fluxmètre associé à une électronique de conditionnement constitue un magnétomètre alternatif.

## Principe de base du fluxmètre
Le fluxmètre (ou capteur inductif) repose sur la loi de Lenz-Faraday ou loi d'induction électromagnétique. La variation temporelle du flux du champ magnétique {\displaystyle \Phi } à travers un circuit composé de N spires va induire une tension {\displaystyle e} (ou force électromotrice) telle que: 
{\displaystyle e=-N{\frac {\mathrm {d} \Phi }{\mathrm {d} t}}}
qu'on exprime plus simplement de la manière suivante
{\displaystyle e=-N\times S{\frac {\mathrm {d} B}{\mathrm {d} t}}}
en supposant que le champ magnétique B est homogène sur la section S du circuit électrique (le flux du champ magnétique s'exprimant simplement {\displaystyle \Phi =B\times S}).

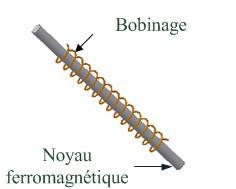
Figure 1: Illustration d'un fluxmètre composé d'un bobinage (en orange) entourant un noyau ferromagnétique (cylindre gris)

Pour augmenter la tension induite ({\displaystyle e}) on peut:
- augmenter la section du circuit (S),
- augmenter le nombre de spires (N),
- utiliser un noyau ferromagnétique.

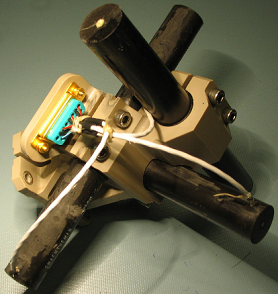
Figure 2:Le capteur magnétique tri-axe de type fluxmètre de la mission THEMIS.

## Fluxmètre à noyau ferromagnétique
Lorsque le bobinage du fluxmètre est placé autour d'un noyau ferromagnétique on bénéficie de l'amplification magnétique de ce dernier.

### Perméabilité apparente
Cette amplification magnétique, qualifiée de perméabilité apparente {\displaystyle \mu _{app}} (ou effective), est le résultat de l'aimantation du matériau ferromagnétique en présence d'un champ magnétique qui va être diminuée du champ démagnétisant lequel s'oppose à l'aimantation. 
{\displaystyle \mu _{app}={\frac {\mathrm {\mu } _{r}}{\mathrm {1} +N_{z}\times (\mu _{r}-1)}}}
ou {\displaystyle \mu _{r}} est la perméabilité magnétique relative du matériau ferromagnétique, elle doit être de préférence élevée et {\displaystyle N_{z}} est le coefficient de champ démagnétisant dans la direction z (se reporter au paragraphe "effet de la forme du noyau ferromagnétique"). 
La tension induite aux bornes du bobinage du fluxmètre s'exprime alors
{\displaystyle e=-NS\mu _{app}{\frac {\mathrm {d} B}{\mathrm {d} t}}}
Les coefficients de champ démagnétisant peuvent être déterminés dans des cas simples (sphères et ellipsoïdes de révolution). Pour d'autres géométries (par exemple barreau et cylindre)on peut avoir recours à des formules approchées. Pour une géométrie quelconque de noyau ferromagnétique le recours à un outil de simulation par éléments finis est nécessaire.

### Choix du matériau ferromagnétique du noyau
Pour tirer parti d'une amplification magnétique élevée du noyau ferromagnétique, il faut choisir un matériau de forte perméabilité magnétique relative ({\displaystyle \mu _{r}}). 
Les ferrites de type Mn-Zn sont de bons candidats jusqu'au MHz (avec des valeurs de {\displaystyle \mu _{r}} de quelques 100 à près de 10000). 
Les alliages magnétiques conducteurs, type Mu-métal ou Permalloy sont bien adaptés du fait de leur perméabilité magnétique très élevée (avec des valeurs de {\displaystyle \mu _{r}} de 10000 à plus de 100000) mais leur bande passante est réduite (<qq 10kHz).
Le choix du matériau ferromagnétique doit aussi prendre en compte les contraintes en température (les alliages magnétiques ont une variation relative de perméabilité en température plus faible que les ferrites), les contraintes mécaniques (les ferrites sont plus durs, moins magnétostrictifs mais plus cassants tandis que les alliages magnétiques sont plus difficiles à mettre en forme) et les dimensions du noyau ferromagnétique (il est plus difficile de trouver des ferrites de dimension supérieure à 10 cm que des alliages magnétiques).

## Circuit électrique équivalent d'un fluxmètre

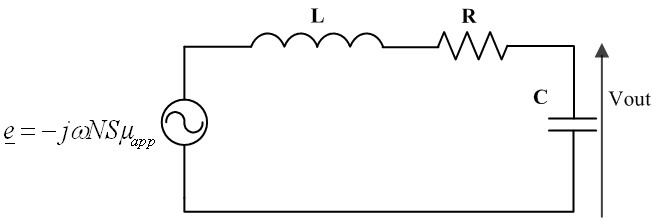
Figure 3:Représentation électrique d'un capteur magnétique de type fluxmètre.

Le capteur fluxmètre se représente par une source de tension (e qui est la tension induite par les variations de flux) en série avec la résistance (R) du bobinage et l'inductance (L) de la bobine. Un condensateur de capacité (C) est placé en parallèle sur l'ensemble rend compte de l'énergie électrostatique emmagasinée entre les spires du bobinage.
En régime harmonique la tension induite va devenir:
{\displaystyle E=-j\omega NS\mu _{app}B}
ou {\displaystyle \omega } est la pulsation du champ magnétique.

## Caractérisation d'un fluxmètre

### Fonction de transfert en champ magnétique
La fonction de transfert entre la tension mesurable ({\displaystyle V_{out}} aux bornes du condensateur d'après la Figure 3) et le champ magnétique ({\displaystyle B}) se déduit du schéma électrique de la Figure 3. Elle s'écrit
{\displaystyle T(j\omega )={\frac {V_{out}}{B}}=-{\frac {j\omega NS\mu _{app}}{(1-LC\omega ^{2})+jRC\omega }}}
Cette fonction de transfert présente une résonance qui est contrecarrée dans la plupart des utilisations soit au moyen d'une contre-réaction de flux du capteur, soit par l'utilisation d'un amplificateur en courant qui a pour effet d'amortir la fonction de transfert du capteur. 

### Bruit équivalent en champ magnétique
Le bruit équivalent en champ magnétique (qualifié de NEMI pour Noise Equivalent Magnetic Induction) est le rapport entre la racine carrée de la Densité Spectrale de Puissance (DSP) de bruit de sortie du magnétomètre à induction et sa transmittance en champ magnétique ou sensibilité
{\displaystyle NEMI(\omega )={\frac {|{\underline {T}}(j\omega )|}{\sqrt {DSP}}}}
Le bruit équivalent en champ magnétique (NEMI) s'exprime en teslas par racine carrée de hertz: {\displaystyle \mathrm {T\,Hz} ^{-{\frac {1}{2}}}(=\mathrm {\frac {T}{\sqrt {Hz}}} )}

## Étalonnage
Pour étalonner un fluxmètre on peut utiliser des bobines d'Helmholtz.

## Applications
- Contrôle non destructif
- Étude des ondes dans les plasmas naturels présents notamment dans l'espace, dans le but de faire de la météo spatiale
- Géophysique
- Mesure du signal en Résonance Magnétique Nucléaire